# Cork Celtic
Cork Celtic FC war ein irischer Fußballverein aus Cork. Der Verein bestand von 1935 bis 1979.

## Geschichte
Unter dem Namen Evergreen United FC wurde der Verein 1953 und 1959 Vizemeister, jeweils hinter Shamrock Rovers. Dreimal stand der Klub im Pokalfinale (1953, 1964 und 1969), verlor aber jeweils im Wiederholungsspiel.
Donal Leahy war in den 1950er Jahren der erfolgreichste Spieler. Er wurde dreimal hintereinander Torschützenkönig.
1959 wurde der Verein in Cork Celtic FC umbenannt. Nach Platz 12 in der Saison 1972/73 wurde der größte Erfolg mit der Meisterschaft errungen. Danach war der Verein nur noch Mittelmaß, bis sich der Verein Ende der Saison 1978/79 aus finanziellen Gründen vom Spielbetrieb zurückzog und aufgelöst wurde.

## Erfolge
- Irischer Meister – 1974
- Shield Sieger – 1961
- Dublin City Cup – 1962
- Top Four Cup Sieger – 1960, 1974

## Europapokalbilanz
| Saison  | Wettbewerb                    | Runde    | Gegner            | Gesamt | Hin     | Rück    |
| ------- | ----------------------------- | -------- | ----------------- | ------ | ------- | ------- |
| 1964/65 | Europapokal der Pokalsieger   | 1. Runde | Slavia Sofia      | 1:2    | 0:1 (H) | 1:1 (A) |
| 1974/75 | Europapokal der Landesmeister | 1. Runde | Omonia Nikosia    | 1      |         |         |
| 1974/75 | Europapokal der Landesmeister | 2. Runde | FC Ararat Jerewan | 1:7    | 1:2 (H) | 0:5 (A) |

Gesamtbilanz: 4 Spiele, 1 Unentschieden, 3 Niederlagen, 2:9 Tore (Tordifferenz −7)

## Namensänderungen
- 1935 – Evergreen United FC
- 1959 – Cork Celtic FC

## Spieler
- George Best (1975–1976)
- Franz-Josef Hönig (1978), 1 Spiel[1]
- Geoff Hurst (1976)
- Uwe Seeler (1978), 1 Spiel, 2 Tore[1]